# Арценхајм
Арценхајм (фр. Artzenheim) насеље је и општина у источној Француској у региону Алзас, у департману Горња Рајна која припада префектури Колмар.
По подацима из 2011. године у општини је живело 806 становника, а густина насељености је износила 83,18 становника/km². Општина се простире на површини од 9,69 km². Налази се на средњој надморској висини од 183 метара (максималној 186 m, а минималној 177 m).

## Демографија
| 1962. | 1968. | 1975. | 1982. | 1990. | 1999. | 2011. |
| ----- | ----- | ----- | ----- | ----- | ----- | ----- |
| 423   | 448   | 485   | 557   | 607   | 618   | 806   |

График промене броја становника у току последњих година